# Sakari Salminen
Sakari Jalmari Salminen (* 31. května 1988, Pori) je bývalý finský lední hokejista, křídelní útočník. S finskou reprezentací získal bronzovou medaili na olympijských hrách v Soči roku 2014. Zúčastnil se též mistrovství světa v roce 2013 (4. místo). Finskou nejvyšší soutěž hrál za kluby Porin Ässät, KalPa a IFK Helsinky. V roce 2013 byl vybrán do all-stars této soutěže. Ve finské lize dosáhl bilance 309 kanadských bodů ve 440 zápasech. Tři sezóny strávil v KHL, v dresu Torpeda Nižnij Novgorod, Jokeritu Helsinky a Dynama Moskva. Hrál též ligu švédskou (Växjö Lakers, Örebro HK) a švýcarskou (Fribourg–Gottéron).